# Гомбин
Гомбин (пољ. Gąbin) град је у Пољској у Војводству мазовском. По подацима из 2012. године број становника у месту је био 4174.
.

## Становништво
| 2012. |
| ----- |
| 4.174 |